# Thiodina rishwani
Thiodina rishwani là một loài nhện trong họ Salticidae.
Loài này thuộc chi Thiodina. Thiodina rishwani được Makhan miêu tả năm 2006.